# 約束のオーグメント
約束のオーグメント（ヤクソクノオーグメント）は、Zweiの14枚目のシングル。2014年6月25日に5pb.Recordsから発売。

## 概要
- 今作の表題曲は、PlayStation Vita専用ゲームソフト『ROBOTICS;NOTES ELITE』オープニングテーマ。原作ゲーム・アニメ版に引き続き主題歌を担当した。
- ロボノ・コラボ盤と通常版の2種類が出ており、ロボノ・コラボ盤のカップリング曲に、原作ゲームの主題歌に起用された「拡張プレイス」、テレビアニメ版前期オープニングテーマに起用された「純情スペクトラ」が収録された。また、DVDにはELITE版・テレビアニメ版・原作版のオープニングムービーが収録されている。
- ロボノ・コラボ盤のジャケットには『ROBOTICS;NOTES ELITE』のヒロイン・瀬乃宮あき穂が描かれている。
- 通常盤カップリング曲「未知なる私」は、Ayumu単独名義としては初の作詞を担当。又、悠木真一が10枚目のシングル「イナンナの見た夢」以来となる編曲を担当、ギターにも参加している。
- 通常盤ジャケットには、「純情スペクトラ」以来、5pb.Recordsからのシングルリリースとしては移籍後初となるメンバー2人が飾られた[注 1]。

## 収録曲

### 通常盤
1. 約束のオーグメント
作詞：森田孝太／作曲・編曲：大島こうすけ
2. 未知なる私
作詞：Ayumu ／作曲：Trymks[1]  ／編曲：悠木真一
3. 約束のオーグメント(off Vocal）
4. 未知なる私(off Vocal）

### CD
1. 約束のオーグメント
作詞：森田孝太／作曲・編曲：大島こうすけ
2. 拡張プレイス
作詞・作曲：志倉千代丸／編曲：大島こうすけ
  - 11枚目のシングル曲。
  - PS3・Xbox 360専用ゲームソフト『ROBOTICS;NOTES』オープニングテーマ。
3. 純情スペクトラ
作詞・作曲：志倉千代丸／編曲：大島こうすけ
  - 12枚目のシングル曲。
  - テレビアニメ『ROBOTICS;NOTES』前期オープニングテーマ。
4. 約束のオーグメント(off Vocal）

### DVD
1. PlayStation Vita専用ゲームソフト『ROBOTICS;NOTES ELITE』オープニングムービー『約束のオーグメント』
2. テレビアニメ『ロボティクス・ノーツ』オープニングムービー『純情スペクトラ』
3. PS3・Xbox 360用ゲームソフト『ROBOTICS;NOTES』オープニングムービー『拡張プレイス』